# Copa del Món de Futbol de 1982 - Grup B
El Grup B de la Copa del Món de Futbol 1982, disputada a Espanya, formava part de la segona fase de la competició. Estava compost per tres equips, que s'enfrontaren entre ells amb un total de 3 partits. El més ben classificat va passar a la ronda final.

## Integrants
El grup B està integrat per les seleccions següents:
| Alemanya Occidental | Anglaterra | Espanya |
| ------------------- | ---------- | ------- |

## Classificació
| Pos | Equip               | PJ | PG | PE | PP | GF | GC | DG | Pts | Classificació          |
| --- | ------------------- | -- | -- | -- | -- | -- | -- | -- | --- | ---------------------- |
| 1   | Alemanya Occidental | 2  | 1  | 1  | 0  | 2  | 1  | +1 | 3   | Avança a la fase final |
| 2   | Anglaterra          | 2  | 0  | 2  | 0  | 0  | 0  | 0  | 2   |                        |
| 3   | Espanya             | 2  | 0  | 1  | 1  | 1  | 2  | −1 | 1   |                        |

## Partits

### Alemanya Occidental vs Anglaterra
| Alemanya Occidental | 0–0     | Anglaterra |
| ------------------- | ------- | ---------- |
|                     | Informe |            |

| Alemanya Occidental | Anglaterra |

| POR            | 1  | Toni Schumacher           |     |     |
| DEF            | 15 | Uli Stielike              | 68' |     |
| DEF            | 20 | Manfred Kaltz             |     |     |
| DEF            | 4  | Karlheinz Förster         |     |     |
| DEF            | 2  | Hans-Peter Briegel        |     |     |
| MIG            | 6  | Wolfgang Dremmler         |     |     |
| MIG            | 5  | Bernd Förster             |     |     |
| MIG            | 3  | Paul Breitner             |     |     |
| MIG            | 10 | Hansi Müller              |     | 73' |
| DAV            | 13 | Uwe Reinders              |     | 62' |
| DAV            | 11 | Karl-Heinz Rummenigge (c) |     |     |
| Substituts:    |    |                           |     |     |
| MIG            | 7  | Pierre Littbarski         |     | 62' |
| DAV            | 8  | Klaus Fischer             |     | 73' |
| DEF            | 12 | Wilfried Hannes           |     |     |
| MIG            | 18 | Lothar Matthäus           |     |     |
| POR            | 21 | Bernd Franke              |     |     |
| Seleccionador: |    |                           |     |     |
| Jupp Derwall   |    |                           |     |     |

| POR            | 22 | Peter Shilton  |  |     |
| DEF            | 12 | Mick Mills (c) |  |     |
| DEF            | 4  | Terry Butcher  |  |     |
| DEF            | 18 | Phil Thompson  |  |     |
| DEF            | 17 | Kenny Sansom   |  |     |
| MIG            | 5  | Steve Coppell  |  |     |
| MIG            | 16 | Bryan Robson   |  |     |
| MIG            | 19 | Ray Wilkins    |  |     |
| MIG            | 15 | Graham Rix     |  |     |
| DAV            | 8  | Trevor Francis |  | 76' |
| DAV            | 11 | Paul Mariner   |  |     |
| Substituts:    |    |                |  |     |
| POR            | 1  | Ray Clemence   |  |     |
| MIG            | 9  | Glenn Hoddle   |  |     |
| DEF            | 14 | Phil Neal      |  |     |
| DAV            | 20 | Peter Withe    |  |     |
| DAV            | 21 | Tony Woodcock  |  | 76' |
| Seleccionador: |    |                |  |     |
| Ron Greenwood  |    |                |  |     |

### Alemanya Occidental vs Espanya
| Alemanya Occidental          | 2–1     | Espanya    |
| ---------------------------- | ------- | ---------- |
| Littbarski 50' · Fischer 75' | Informe | Zamora 82' |

| Alemanya Occidental | Espanya |

| POR            | 1  | Toni Schumacher           |           |     |
| DEF            | 15 | Uli Stielike              |           |     |
| DEF            | 20 | Manfred Kaltz             |           |     |
| DEF            | 4  | Karlheinz Förster         |           |     |
| DEF            | 5  | Bernd Förster             |           |     |
| MIG            | 6  | Wolfgang Dremmler         |           |     |
| MIG            | 3  | Paul Breitner             |           |     |
| MIG            | 2  | Hans-Peter Briegel        | 84'       |     |
| DAV            | 11 | Karl-Heinz Rummenigge (c) |           | 46' |
| DAV            | 8  | Klaus Fischer             | Amonestat |     |
| DAV            | 7  | Pierre Littbarski         |           |     |
| Substituts:    |    |                           |           |     |
| DAV            | 9  | Horst Hrubesch            |           |     |
| DEF            | 12 | Wilfried Hannes           |           |     |
| DAV            | 13 | Uwe Reinders              |           | 46' |
| MIG            | 14 | Felix Magath              |           |     |
| POR            | 22 | Eike Immel                |           |     |
| Seleccionador: |    |                           |           |     |
| Jupp Derwall   |    |                           |           |     |

| POR             | 1  | Luis Arconada (c)       |           |     |
| DEF             | 6  | José Ramón Alexanko     | Amonestat |     |
| DEF             | 12 | Santiago Urquiaga       |           |     |
| DEF             | 5  | Miguel Tendillo         |           |     |
| DEF             | 3  | Rafael Gordillo         |           |     |
| MIG             | 7  | Juanito                 |           | 46' |
| MIG             | 2  | José Antonio Camacho    | 83'       |     |
| MIG             | 4  | Periko Alonso           |           |     |
| MIG             | 10 | Jesús María Zamora      |           |     |
| DAV             | 19 | Santillana              |           |     |
| DAV             | 20 | Quini                   |           | 72' |
| Substituts:     |    |                         |           |     |
| DAV             | 9  | Jesús María Satrústegui |           |     |
| DAV             | 11 | Roberto López Ufarte    |           | 46' |
| DEF             | 14 | Antonio Maceda          |           |     |
| MIG             | 16 | Tente Sánchez           | 84'       | 72' |
| POR             | 22 | Miguel Ángel            |           |     |
| Seleccionador:  |    |                         |           |     |
| José Santamaría |    |                         |           |     |

### Espanya vs Anglaterra
| Espanya | 0–0     | Anglaterra |
| ------- | ------- | ---------- |
|         | Informe |            |

| Espanya | Anglaterra |

| POR             | 1  | Luis Arconada (c)       |  |     |
| DEF             | 12 | Santiago Urquiaga       |  |     |
| DEF             | 6  | José Ramón Alexanko     |  |     |
| DEF             | 5  | Miguel Tendillo         |  | 72' |
| DEF             | 3  | Rafael Gordillo         |  |     |
| MIG             | 4  | Periko Alonso           |  |     |
| MIG             | 10 | Jesús María Zamora      |  |     |
| MIG             | 2  | José Antonio Camacho    |  |     |
| DAV             | 15 | Enrique Saura           |  | 67' |
| DAV             | 19 | Santillana              |  |     |
| DAV             | 9  | Jesús María Satrústegui |  |     |
| Substituts:     |    |                         |  |     |
| DAV             | 11 | Roberto López Ufarte    |  |     |
| DEF             | 13 | Manuel Jiménez          |  |     |
| DEF             | 14 | Antonio Maceda          |  | 72' |
| DAV             | 18 | Pedro Uralde            |  | 67' |
| POR             | 22 | Miguel Ángel            |  |     |
| Seleccionador:  |    |                         |  |     |
| José Santamaría |    |                         |  |     |

| POR            | 22 | Peter Shilton   |     |     |
| DEF            | 12 | Mick Mills (c)  |     |     |
| DEF            | 18 | Phil Thompson   |     |     |
| DEF            | 4  | Terry Butcher   |     |     |
| DEF            | 17 | Kenny Sansom    |     |     |
| MIG            | 16 | Bryan Robson    |     |     |
| MIG            | 19 | Ray Wilkins     | 15' |     |
| MIG            | 15 | Graham Rix      |     | 63' |
| MIG            | 8  | Trevor Francis  |     |     |
| DAV            | 11 | Paul Mariner    |     |     |
| DAV            | 21 | Tony Woodcock   |     | 64' |
| Substituts:    |    |                 |     |     |
| POR            | 1  | Ray Clemence    |     |     |
| MIG            | 3  | Trevor Brooking |     | 63' |
| DAV            | 7  | Kevin Keegan    |     | 64' |
| MIG            | 9  | Glenn Hoddle    |     |     |
| DEF            | 14 | Phil Neal       |     |     |
| Seleccionador: |    |                 |     |     |
| Ron Greenwood  |    |                 |     |     |